# Timur Awtandilowitsch Apakidse
Timur Awtandilowitsch Apakidse (georgisch თემურ ავთანდილეს ძე აფაქიძე Temur Avtandiles dse Apakidse; russisch Тимур Автандилович Апакидзе) (* 4. März 1954 in Tiflis, Georgische SSR; † 17. Juli 2001 in Oblast Pskow, Russland) war Generalmajor der russischen Luftstreitkräfte, Kampfpilot und Held der Russischen Föderation. Er war Begründer der modernen russischen Marineflieger und galt als einer der besten Piloten in der russischen Geschichte. Zudem war er einer von fünf Piloten auf der gesamten Welt, der das sogenannte Kobramanöver beherrschen konnte und perfektioniert hat.

## Leben

### Jugend und Ausbildung
Timur Apakidze wurde 1954 in dem königlichen mingrelischen Haus der Apakidses geboren. Während seines ersten Lebensjahres zog seine Mutter mit ihm nach Leningrad, wo er aufwuchs und die Schule besuchte. Nach dem Schulabschluss absolvierte er die dortige „Nachimow-Seekriegsschule“ und erlernte das Fliegen. Seine außerordentlichen Fähigkeiten erregten die Aufmerksamkeit der Flottenführung, so dass Apakidze 1971 in die Streitkräfte berufen und im selben Jahr in die Höhere Militärfliegerschule von Jeisk geschickt wurde.

### Militärische Laufbahn
1975 verließ Apakidse Jeisk mit dem Rang eines Leutnants und wurde dem 846. Selbständigen Garde-Marineschlachtfliegerregiment zugeteilt. 1983 zum Major befördert, übertrug man ihm die Zuständigkeit für das Training der Einheit. Dabei führte er Karate in das Trainingsprogramm ein. Er vertrat die Ansicht, dass auch Piloten für alle mögliche Situationen nicht nur in der Luft, sondern auch am Boden vorbereitet sein mussten. Apakidse absolvierte 1986 die Seekriegsakademie N. G. Kusnezow und wurde zum Kommandeur des 100. Jagdfliegerregiments in Nikolajew ernannt. Im „Zentrum für Marineflieger“ studierte er Flugzeugoperationen auf See.
Zehn Jahre lang galt Apakidse als einer der besten Piloten der Sowjetunion und Russlands. Durch seinen Ruf ging er in die Geschichte der russischen Seekriegsflotte als Begründer ihrer modernen Marineflieger ein. Während seiner Laufbahn flog er mit 13 verschiedenen Flugzeugtypen. Apakidse wurde am 26. September 1991 das Landen einer Su-33 auf dem Flugzeugträger Admiral Kusnezow anvertraut, was ihm ohne Komplikationen gelang. Am gleichen Tag vollzog er drei weitere Landemanöver und testete anschließend dieselben Manöver während der Nacht und unter schwierigen Wetterbedingungen. Während des Zerfalls der Sowjetunion später im selben Jahr war Apakidse bereits Oberst und Hauptinstruktor der Seefliegerschule auf Saky. Er lehnte sowohl den Eidschwur auf die sich von der Sowjetunion losgelöste Ukraine als auch das Angebot seiner ebenfalls unabhängig gewordenen Heimat, Georgien, ab und flog mit seinem Regiment nach Seweromorsk. Seine Begründung war, dass man „nur einmal einen Eid leisten dürfe“.
1992 übertrug Russland ihm den Befehl über sein einziges Marinejagdfliegerregiment, dem 297. Ein Jahr später agierte er als stellvertretender und ab 1994 als amtierender Kommandeur der 57. Fliegerdivision der Nordflotte. Am 17. August 1995 wurde er von Präsident Jelzin für seinen Beitrag zur Entwicklung der russischen Marine und seine zahlreichen gelungenen Einsätze zum Helden der Russischen Föderation ernannt. Zusammen mit der Kusnezow begab sich sein Geschwader von 1995 bis 1996 für Manöver in das Mittelmeer, bei denen seine Piloten unter anderem 2500 Landemanöver ohne jegliche Zwischenfälle durchführten. Der Oberst selbst hob mit seinem Flugzeug bis zu siebenmal am Tag ab, um die Motivation seiner Truppe aufrechtzuerhalten. Nach Angaben einer israelischen Militärzeitschrift wurde Israel genau in dieser Periode zum ersten Mal mit russischen Flugzeugen im eigenen Luftraum konfrontiert. Das unbekannte Flugzeug, als eine Su-27 oder Su-33 identifiziert, wäre aufgefordert worden, sich zu entfernen. Diese habe jedoch die israelischen Flieger ausmanövriert und sich auf Abfangkurs gesetzt, bevor der Pilot nachgab und wieder verschwand.
Durch Apakidses Bemühungen entschloss sich die militärische Führung, den Flugzeugträger Kuznezow nicht aus finanziellen Gründen außer Dienst zu stellen, da man nun in der Marinefliegerei ein großes Potenzial erkannte. Ihre Stärke war jedoch mit 15 einsatzbereiten Maschinen stark eingeschränkt. 1997 wurde Apakidse zum Generalmajor befördert und fing an, dass Kobramanöver in seinem Regiment einzuführen. Da es sich jedoch als zu riskant und eher untauglich für einen realen Kampfeinsatz erwies, wurde dieses Unterfangen bald eingestellt. General Apakidse war somit einer von nur fünf Piloten auf der Welt, die dieses Manöver beherrschten und bei Einsätzen oder Flugschauen ausführten. 1998 schloss Apakidse die Militärakademie des Generalstabes der Russischen Streitkräfte ab und wurde stellvertretender Kommandeur des Trainingsprogramms für Russlands Luftwaffe.

### Flugschau-Unfall
Bei einer Flugschau am 17. Juli 2001 geriet General Apakidses Su-33 nach einem komplexen Manöver außer Kontrolle und stürzte ab. Der Pilot versuchte noch bis zum letzten Augenblick die Landebahn anzufliegen, sich von der Menschenmenge entfernend. Es fehlten jedoch noch einige Kilometer. Das Flugzeug konnte nicht mehr angehoben werden und prallte noch kontrolliert auf dem Boden auf. Kurz nach dem Aufprall löste Apakidse den Schleudersitz aus und landete mit hoher Geschwindigkeit auf dem Asphalt. Dabei erlitt er schwere Knochenbrüche und starb aufgrund seiner Verletzungen auf dem Weg ins Krankenhaus.